# Вернер Кваст
Вернер Кваст (нім. Werner Quast; 21 червня 1920, Тале — 12 липня 1962, Міттенвальд) — військовослужбовець люфтваффе. Кавалер Лицарського хреста Залізного хреста.

## Біографія
Учасник Другої світової війни, служив у 52-й винищувальній ескадрі.
Після війни поступив на службу в бундесвер, був льотним інструктором військової авіаційної школи.
12 липня 1962 року загинув у аварії гелікоптера.

## Нагороди
- Залізний хрест 2-го і 1-го класу
- Почесний Кубок Люфтваффе (25 червня 1943) — як фельдфебель і пілот 4-ї групи 52-ї винищувальної ескадри.
- Німецький хрест в золоті (23 липня 1943) — як фельдфебель і пілот 4-ї групи 52-ї винищувальної ескадри.
- Лицарський хрест Залізного хреста (31 грудня 1943) — як фанен-юнкер-обер-фельдфебель і пілот 4-ї групи 52-ї винищувальної ескадри.